# 천둥십자당
천둥십자당(라트비아어: Pērkonkrusts 패르쿠온크루스트스[ˈpæːr.kuɔn.krusts])은 라트비아의 초국민주의 정당이다. 1933년 구스탑스 첼민쉬가 창당했다. 독일 국민주의의 요소를 빌어왔지만 이념적으로 반독주의적이었으며 동시에 반유대주의적이었다. 1934년 불법화되었고 지도부는 체포되었다.

## 같이 보기
- 불의 십자단